# Bell-Irving River
Der Bell-Irving River ist ein orographisch rechter Nebenfluss des Nass River im Norden der kanadischen Provinz British Columbia. Benannt wurde der Fluss nach Leutnant Duncan Peter Bell-Irving von der kanadischen Armee, der am 26. Februar 1915 im Ersten Weltkrieg in Belgien fiel.

## Flusslauf
Der Bell-Irving River entspringt in der Klappan Range im Norden der Skeena Mountains. Er fließt in überwiegend südlicher Richtung. Dabei trennt er die westlich gelegenen Boundary Ranges von der Oweegee Range, einem Teilgebirge der Skeena Mountains, im Osten. Der Highway 37 (Cassiar Highway) überquert den Bell-Irving River und folgt ihm bis 30 km oberhalb dessen Mündung. Der Bell-Irving River mündet oberhalb des Meziadin Lake in den Nass River. Er hat eine Länge von etwa 160 km. Der Fluss entwässert ein Areal von etwa 5350 km². Der mittlere Abfluss 17 km oberhalb der Mündung beträgt 290 m³/s. Die höchsten Abflüsse werden in den Monaten Juni und Juli gemessen. Größere Nebenflüsse sind Taft Creek und Bowser River.